# بژگی (استان لهستان بزرگ‌تر)
بژگی (به لهستانی:  Brzegi) یک روستا در لهستان است که در گمینا کژژ ویلکوپولسکی واقع شده‌است. بژگی ۱۷۰ نفر جمعیت دارد.